# Мусульманские восстания в Карсе и Шарур-Нахичевани
Мусульманские восстания в Карсе и Шарур-Нахичевани (июль — октябрь 1919 года) — вооружённые выступления мусульман на территории Карсской области и в Нахичеванском, Сурмалинском, Шарурском, Эриванском уездах Эриванской губернии бывшей Российской империи против включения этих этнически смешанных регионов в состав Республики Армения. Выступления проходили при подстрекательстве и содействии со стороны турецких националистов и властей Азербайджанской Демократической Республики.

## Предыстория
30 октября 1918 года представители Турции и Великобритании подписали так называемое Мудросское перемирие, ознаменовавшее поражение Османской империи в Первой мировой войне. По условиям перемирия турецкие войска должны были покинуть большую часть территории Закавказья, но им было разрешено остаться на территории Батумской и Карсской областей бывшей Российской империи, которые отошли к Турции по условиям Брестского мира, на неопределённый период времени, пока союзные державы не потребуют их вывода «после изучения положения на местах».
Будущее самопровозглашённых республик Закавказья, однако, оставалось неопределённым. Брестский и Батумский мирные договоры с поражением Центральных держав утратили силу, что позволяло Армении и Грузии вновь претендовать на территории, которые им пришлось ранее уступить Турции, однако одновременно возник вопрос о международном признании самих Грузии, Армении и Азербайджана и определении их границ.
Союзные державы вначале склонялись к тому, чтобы рассматривать их как временные сепаратистские образования на территории России, но уже 17 ноября 1918 года союзное командование на Ближнем Востоке объявило, что представители Великобритании, Франции и США готовы установить отношения с фактическими правительствами Армении, Азербайджана и Грузии. Однако проблеме с получением дипломатического признания сопутствовали различные другие политические и экономические трудности, а также масштабные территориальные конфликты.
Уже в конце октября 1918 года Армения заявила о претензиях на всю территорию Эриванской губернии и Карсской области, Ахалкалакский и Борчалинский уезды Тифлисской губернии, а также на значительную часть Елизаветпольской губернии: весь Зангезурский уезд и горные районы Елизаветпольского, Джеванширского, Карягинского, Шушинского и Казахского уездов. Эти претензии основывались на том, что указанные этнически смешанные территории входили в состав античных и раннесредневековых армянских государств, а к началу XX века армяне представляли большинство либо значительную часть населения этих территорий. В некоторых кругах даже поднимался вопрос о претензиях на Батумскую область, что позволило бы Армении получить выход к морю.
Шарур и Нахичеван, южные уезды бывшей Эриванской губернии, были среди тех районов, где территориальные претензии Армении были поддержаны британскими оккупационными властями. Однако включение этих уездов в состав Армении шло вразрез с желаниями местного мусульманского населения, преимущественно татар (азербайджанцев), которые к этому периоду располагали абсолютным большинством в этих районах. Хотя на тот период местные азербайджанцы даже при турецкой поддержке не смогли бы противостоять регулярным армянским войскам, армяне отложили установление контроля над этими территориями в связи с тем, что армянские войска были задействованы на армяно-грузинском фронте.
Эта задержка оказалась решающей. Османская администрация перед эвакуацией успела создать марионеточную Аракскую республику для сохранения турецкого влияния. Кроме того, турецкое правительство издало специальную директиву, согласно которой многие турецкие офицеры продолжили службу в качестве советников в Азербайджане, Дагестане и на других территориях, подвергавшихся турецкой оккупации, с целью удержать их в сфере своего влияния. Таким образом, местные антиармянские силы стали достаточно хорошо вооружены и организованы, чтобы отразить или по крайней мере замедлить армянское наступление.
Потенциальное кровопролитие было предотвращено созданием на части бывшей Эриванской губернии британского генерал-губернаторства (26 января 1919 года). В его ведение вошли Нахичеван (кроме горных районов), Шарур и территория Эриванского уезда вплоть до реки Ведичай. Таким образом, несмотря на то, что эта территория была выведена из состава Армении, британское генерал-губернаторство фактически положило конец протурецкой Аракской республике, которую британцы не признали, полагая, что её провозглашение было инспирировано Турцией. При этом реальная административная власть в губернаторстве была оставлена руководителю Аракской республики Джафаркули-хану Нахичеванскому, а небольшой британский контингент ограничился полицейскими функциями.
В дальнейшем, в ходе серии переговоров британских эмиссаров в Тифлисе, Эривани, Баку и Нахичевани была достигнута договорённость о выводе британских подразделений. Их должны были заменить армянские войска под командованием генерала Дро (Драстамат Канаян). К 16 мая весь Шарур, Нахичеван и Ордубад формально перешли под контроль Армении, а в начале июня последние британские подразделения полностью покинули спорный район.
Мусульманское население приняло армянскую власть настороженно, и уже вскоре отношения стали крайне напряжёнными. Дипломатический представитель Азербайджана в Армении Мамед-хан Текинский в депеше министру иностранных дел Азербайджана М.Ю. Джафарову, полученной 21 июня, сообщал:

Ответ на телеграмму Вашу №1695. Районы Нахичевань, Шарур, Ведибасар, Шахтахты заняты армянскими войсками и установлена армянская администрация. Нахичеванский национальный совет просит меня заявить Союзному командованию, что армянские власти вопреки обещаниям ген. Деви и Хатисова начали производить обыски и отбирать оружие, мебель, брусья и доски и прочие предметы, и просит Союзное командование прекратить подобные незаконные и неправильные действия. Находите ли вы возможным исполнить просьбу Нахичеванского совета? Ордубад пока армян не впускает, о чём ордубадцы 11 дней тому назад открыто заявили армянам. Мусульманские войска распущены. Имеются только четники в количестве 300 душ.
В Карсской области, на части территории которой претендовали Армения и Грузия, британская администрация фактически поддержала другую марионеточную протурецкую республику, созданную османской администрацией перед эвакуацией — Карсскую. Перекрыв все дороги, британские войска не позволили 100 000 армянских беженцев, спасавшихся весной 1918 года от турецкого наступления, вернуться в свои дома.
Уже в апреле 1919 года, однако, британцы пересмотрели своё отношение к мусульманским устремлениям. Отношение к Карcской республике резко изменилось, после того как её вооружённые формирования с целью расширения своей территории вторглись в контролируемые Грузией районы Ахалкалаки и Ахалцихе. 10 апреля руководители Карcской республики были арестованы и сосланы. После этого территория Карсской области была передана Армении (за исключением Ольтинского округа и части Ардаганского округа).

## Восстания
Хрупкий статус-кво сохранялся недолго. Запущенная турецкими эмиссарами и азербайджанским правительством антиармянская кампания на основе панисламистских и пан-туранских идей в сочетании с крупными поставками оружия в район проживания мусульман из Эрзурума и Баку привела к серии хорошо организованных вооружённых восстаний против армянских властей. Первое восстание вспыхнуло 1 июля в Беюк-Веди (ныне город Веди Араратской области Армении) в 30 км от Эривани. Вооружённые выступления мусульман прокатились по всей Карской области, а также Сурмалинскому, Шарурскому и Нахичеванскому уездах бывшей Эриванской губернии. К началу августа армянская администрация и войска были выбиты из районов между Ордубадом и Давалу. В результате Армения утратила контроль над почти всей территорией Нахичеванского уезда, за исключением его горной части, прилегающей к Зангезуру. Шарур и Нахичеван перешли в руки мусульманских повстанцев под командованием Самед-бека Джамиллинского. Восставшие поднимали азербайджанские и турецкие флаги, а большинство местных армян, которые ещё оставались там, погибли либо были вынуждены бежать.
На территории Карсской области ожесточённые бои длились в течение июля — августа. Здесь успех сопутствовал армянским войскам, которым противостояли курдские и тюрко-татарские племена, усиленные турецкими военнослужащими, и зачастую под непосредственным командованием турецких офицеров. Одержав ряд побед, к сентябрю 1919 года Армения восстановила контроль над большей частью территории Карсской области, за исключением контролируемой Грузией северной части Ардаганского округа и охраняемого британской администрацией района Ольты, где власть по-прежнему оставалась в руках мусульманской милиции Айюб-хана и Сервер-бека. В Сурмалинском уезде Армения сохранила контроль лишь над равнинной частью, в то время как курдско-татарские отряды контролировали стратегические высоты над Кулпом, Орговом и Аралыхом.
Генерал А. Деникин писал об этих событиях:
Июльские события застали армянскую армию в беспомощном положении: полное отсутствие запаса винтовок и наличие всего лишь 300 тысяч трёхлинейных патронов ограничили ее боеспособность и лишали всякого смысла мобилизацию. Между тем весь юг и юго-восток страны были объяты восстанием мусульман. Оно подкатывалось с юга к Эривани, угрожало Карсу и Александрополю и в нейтральной зоне у Садахло нависло грозной опасностью прерывания единственной питательной артерии страны (железной дороги).
В августе 1919 года прибывший на Кавказ американский полковник Уильям Хаскелл, верховный комиссар союзных держав по Армении, предпринял попытку примирить враждующие стороны. После встречи с армянскими и азербайджанскими официальными лицами Хаскелл предложил создание нейтральной зоны между сторонами конфликта. Предполагалось, что зона находилась бы в ведении американского губернатора и охватывала бы Нахичеванский и Шаруро-Даралагезский уезды. Предложение Хаскелла было встречено с удовлетворением в Азербайджане и вызвало возмущение в Армении, так как оба правительства осознавали, что американское предложение приведёт в конечном счете к поглощению Азербайджаном этих территорий. Предложенная нейтральная зона также отрезала бы Зангезур от остальной части Армении, что сделало бы Зангезур ещё более уязвимым перед азербайджанской экспансией. К концу октября 1919 года стало ясно, что все усилия миссии Хаскелла в конечном итоге были напрасны. Не было достигнуто соглашения о спорной территории, большая часть которой де-факто осталась под контролем Азербайджана и Турции вплоть до марта 1920 года.

### Помощь Добровольческой армии Деникина Армении
Мусульманские восстания представляли большую опасность для Армении, и армянское правительство пыталось остановить вывод британских войск, присутствие которых отвечало интересам армян. Однако попытки переубедить британцев оказались безуспешны. Обсуждая на заседании парламента создавшееся в республике тяжёлое военно-политическое положение, депутаты в своих выступлениях отмечали, что правительство не может надеяться на помощь со стороны Парижской мирной конференции, а тем временем английские войска уже покидают Закавказье и Армения оказывается в плотном кольце окружения. Парламент постановил объявить, что страна находится в опасности, и обратиться за помощью к парламентам не только стран Антанты, но и других государств.
Депутат армянского парламента С. Торосян в своем выступлении отметил:
Год назад разгромленной Армении угрожала Турция, но Армения лелеяла надежду, что воюет за союзников и надеялась на спасение. Её надежды рухнули... Представители Англии равнодушны и проявляют безразличие к данному вопросу, следовательно, необходимо в корне изменить нынешнюю политику правительства. Правительству следует и впредь поддерживать дипломатические отношения с внешним миром. Оно должно прийти к согласию с соседями Армении.
Депутат А. Хондкарян, в свою очередь, отметил, что власти Республики Армения должны радикально изменить свою политическую линию:
Наша ориентация ведет к гибели. Наши политические идеи должны быть обращены к северу, и мы должны полагаться только на Россию. ... До сих пор Америки нет, а англичане не гарантируют нашу безопасность, поэтому нам остаётся отдать предпочтение России. Армения должна быть связана с Россией союзническими узами.
Таким образом, было предложено изменить внешнеполитический курс Республики Армения и восстановить официальные отношения с руководством Белого движения Юга России. Главное командование Добровольческой армии Юга России и «Особое совещание» внимательно следили за событиями, происходившими в Республике Армения. В секретном письме-донесении от 17 августа 1919 года на имя начальника штаба главного командования вооружённых сил Юга России полковник М. Зинкевич сообщал, что мусульмане окружили Армению со всех сторон и что парламент и правительство Армении осознают, что в этой ситуации им может помочь только Юг России. Зинкевич предлагал в наикратчайшие сроки направить Республике Армения один миллион патронов, предоставить ей кредит, дать возможность закупить зерно и так далее. Это могло бы стать мощным рычагом, с помощью которого Добровольческая армия Юга России и «Особое совещание» смогли бы оказывать политическое влияние на Республику Армения.
В своих воспоминаниях генерал А. Деникин указывает, что требование М. Зинкевича было выполнено: «По мере наших ограниченных возможностей мы оказывали некоторую помощь Армении, главным образом заботами об её беженцах и их реэвакуации. Отправка хлеба через Грузию была невозможна, и транспорт с ним, посланный в январе 1919 года, был захвачен или не пропущен грузинами. Впрочем, в июле, в самую тяжелую минуту, нам удалось переправить в Эривань с огромными трудностями, минуя Грузию, через Батум на Ардаган, по сухопутной дороге, транспорт с несколькими миллионами патронов». В такой тяжёлой ситуации эта помощь была весьма ощутимой. Представитель партии Дашнакцутюн Рубен указывал в своих воспоминаниях, что без патронов и боеприпасов, доставленных в Республику Армения в самое сложное время, «Армения, возможно, погибла бы год назад… Армения получала непосредственную помощь… лишь боеприпасами из России».

## Бои в Зангезуре
В начале ноября мусульманские повстанцы из Нахичевана сделали попытку прорваться к мусульманским цитаделям в Зангезуре, но, несмотря на первоначальный успех, через 5 дней были отбиты Гарегином Нжде назад. Спустя полторы недели Гарегин Нжде разорил поддерживавшие повстанцев мусульманские сёла Зангезура, в том числе Каджаран, Шабадин, Окчи, Пирудан. Защитники были вырезаны, а население изгнано. 23 ноября было подписано мирное соглашение между Азербайджаном и Арменией, но боевые действия и этнические чистки в Зангезуре и Акулисе продолжились.